# Abstrakcja organiczna

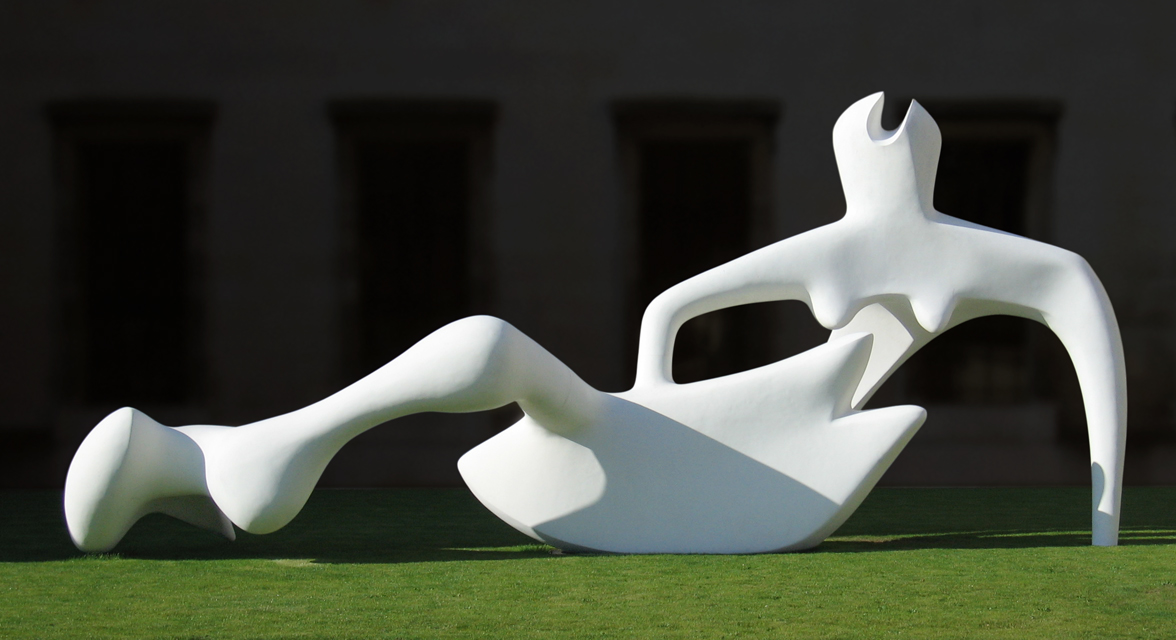
Henry Moore, Large Reclining Figure, rzeźba (1951)

Abstrakcja organiczna - nurt estetyczny zapoczątkowany w rzeźbie przez Constantin Brâncuși i Hansa Arpa na początku XX wieku. Szkołę tę kontynuowali rzeźbiarze tacy jak Barbara Hepworth, Henry Moore, Étienne Hajdú. W malarstwie abstrakcyjnym nurt organiczny ukształtował się głównie pod wpływem ekspresjonizmu i surrealizmu. W architekturze zapoczątkowany między innymi przez Ericha Mendelsohna, Hugo Häringa i Hansa Scharouna, jest szczególnie widoczny w twórczości współczesnych architektów, takich jak Frank Gehry, czy Lars Spuybroek.
Nurt ten sprowadza się do kształtowania formy na wzór natury, jednak bez dosłownego naśladowania jej tworów. Abstrakcja organiczna w sztuce stanowi przeciwieństwo abstrakcji geometrycznej, jednak taki podział nie jest dychotomiczny.
W Polsce inspiracje  z Moore’a czerpali m.in. tacy artyści jak Zdzisław Beksiński, Jerzy Jarnuszkiewicz, Barbara Zbrożyna, Alina Ślesińska i Władysław Tumkiewicz.